# Церковь Спаса Преображения (Никола-Высока)
Церковь Спаса Преображения в деревне Никола-Высока — православная церковь Бежецкой епархии в деревне Никола-Высока Весьегонского района Тверской области. Имеет три престола — Преображения Господня, св. Николая Чудотворца и Архистратига Михаила.

## История
В 1770 году на этом месте в деревне была построена деревянная Преображенская церковь с приделом Ильи Пророка (разобрана в середине XIX века). В 1803 году рядом с ней согласно храмозданной грамоте началось строительство каменной церкви Преображения Господня. В мае 1820 года была завершена трапезная, главный престол был освящен в 1834 году. Приблизительно в 1850 году была построена колокольня, которую в 1860-х годах соединили притвором-папертью с трапезной. При селении во второй половине XIX в. размещалась почтовая станция на Моложско-Устюженском тракте и постоялый двор, находившийся в общественной собственности крестьян д. Романовское. Церкви принадлежало два дома для священников, земское училище (в 1893 году заменено церковно-приходской школой), два амбара и лавка, а также 5 часовен (не сохранились). Клир был определён двумя священниками, дьяконом, двумя псаломщиками. Приход состоял из 450 дворов, 1459 мужчин и 1625 женщин.

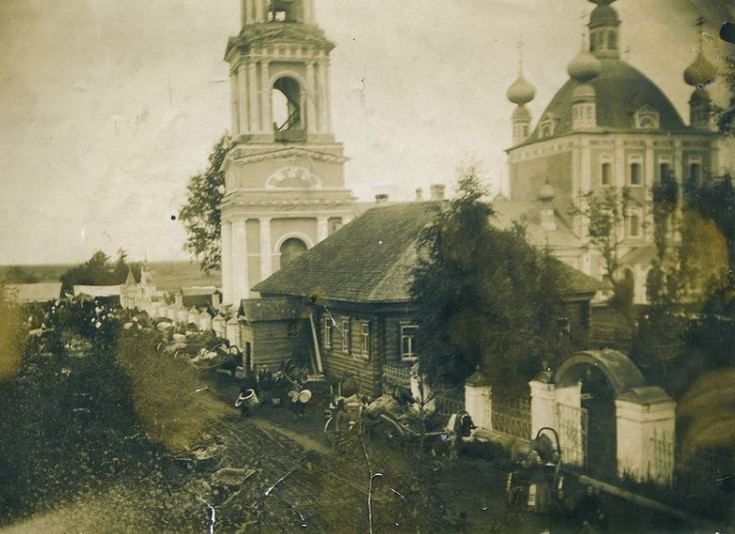
Церковь Спаса Преображения в Никола-Высока в 1917 году

Преображенская церковь была закрыта в 1939 году использовалась как склад и зернохранилище. В 1962 году иконы и утварь частично были переданы в село Чамерово в церковь Казанской Божией Матери. В 1992 году община Преображенской церкви была воссоздана и храм открыли для богослужения в летнее время. В 1995 году в результате удара молнии сгорела крыша на храме, после чего здание начало быстро разрушаться. В настоящее время в храме не проводятся богослужения, так как здание нуждается в серьёзной реставрации.

## Архитектура
Церковь Спаса Преображения стоит в центре деревни Никола-Высока, на возвышенности. Западный фасад обращен к улице, восточный — в сторону кладбища и протекающей в низине речке.
Архитектура основного объёма состоит из архаичных для начала XIX века форм позднего провинциального барокко, в то время как колокольня относится к позднему классицизму. Высокий трёхсветный четверик храма завершен крутой восьмигранной кровлей и увенчан пятиглавием. Центральный барабан световой, боковые глухие. Сильно пониженные по отношению к четверику объёмы апсиды и двухпридельной трапезной почти равны ему по ширине. Три яруса оконных проемов помещены в узкие прясла, отделенные друг от друга лопатками. Такими же лопатками обработаны углы четверика. Широкий венчающий карниз включает сухарики и филенчатый фриз с декоративными кокошниками. Над карнизом, между боковыми главами, помещены ложные люкарны. Арочные оконные проемы обрамлены простыми наличниками. Лопатки на фасадах апсиды и трапезной обработаны рустом. Трехъярусная колокольня сдвинута к северу от продольной оси здания. Во всех её ярусах в качестве декора использованы колонны тосканского ордера. В декорации барабана использованы изящные ионические пилястры.

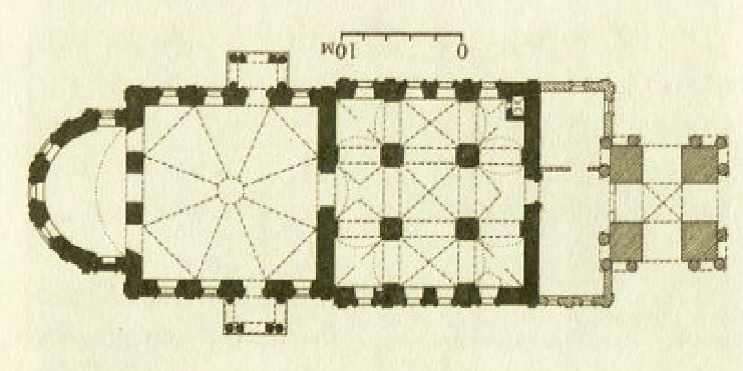
План церкви в Никола-Высока

## Интерьер
Высокое помещение храма перекрыто восьмидольным сомкнутым сводом, который прорезан отверстием светового барабана. Апсида перекрыта конхой, а четырёхстолпная трапезная — системой коробовых сводов с распалубками. Трёхъярусный иконостас и надпрестольная сень были выполнены предположительно в 1840-е годы. В настоящее время оба объекта находятся в аварийном состоянии и нуждаются в капитальном ремонте.
Фрески четверика сегодня признаны одним из шедевров монументальной живописи второй половины XIX века. Роспись, выполненная клеевыми красками, по-видимому, в 1850-е годы, никогда не подновлялась и сохранила первоначальный колорит, который строится на сочетании ярких бирюзовых, синих, голубых, серых и охристых оттенков. Многофигурные выразительные композиции располагаются в гризайлевых рамах с пышным растительным и архитектурным орнаментом. Эти росписи — яркий пример работы местной артели, которая расписывала многочисленные храмы Весьегонского уезда в 1850-х — 1870-х годах (церковь Покрова Богородицы в с. Болонино, церковь Николая Чудотворца в с. Антоновское, церковь Троицы в с. Любегощи), ориентируясь на сборники библейских гравюр Филиппа Андреаса Килиана и Христофера Вайгеля (работы последнего, изданные в 1695 и 1712 году, использовались особенно часто). Многие мастера этого периода используют эти сборники для создания сложной и глубоко продуманной иконографической программы росписей. Представленные в них изображения служат для создания целого ряда композиций как на традиционные сюжеты, так и отдельные литургические песнопения. Наглядность гравюрного образца совпадает с идеей этого времени разъяснить православные догматы присутствующему на богослужениях народу. Создаются сложные символические программы, состоящие из иллюстраций к наиболее важным молитвам Литургии — «Отче наш», «Верую», «О Тебе радуется» и Заповеди блаженства. К наиболее излюбленным темам также относится ряд изображений на сюжеты 25-й главы Евангелия от Матфея и цикл «Величит душа моя Господа» (Песнь Богородицы).

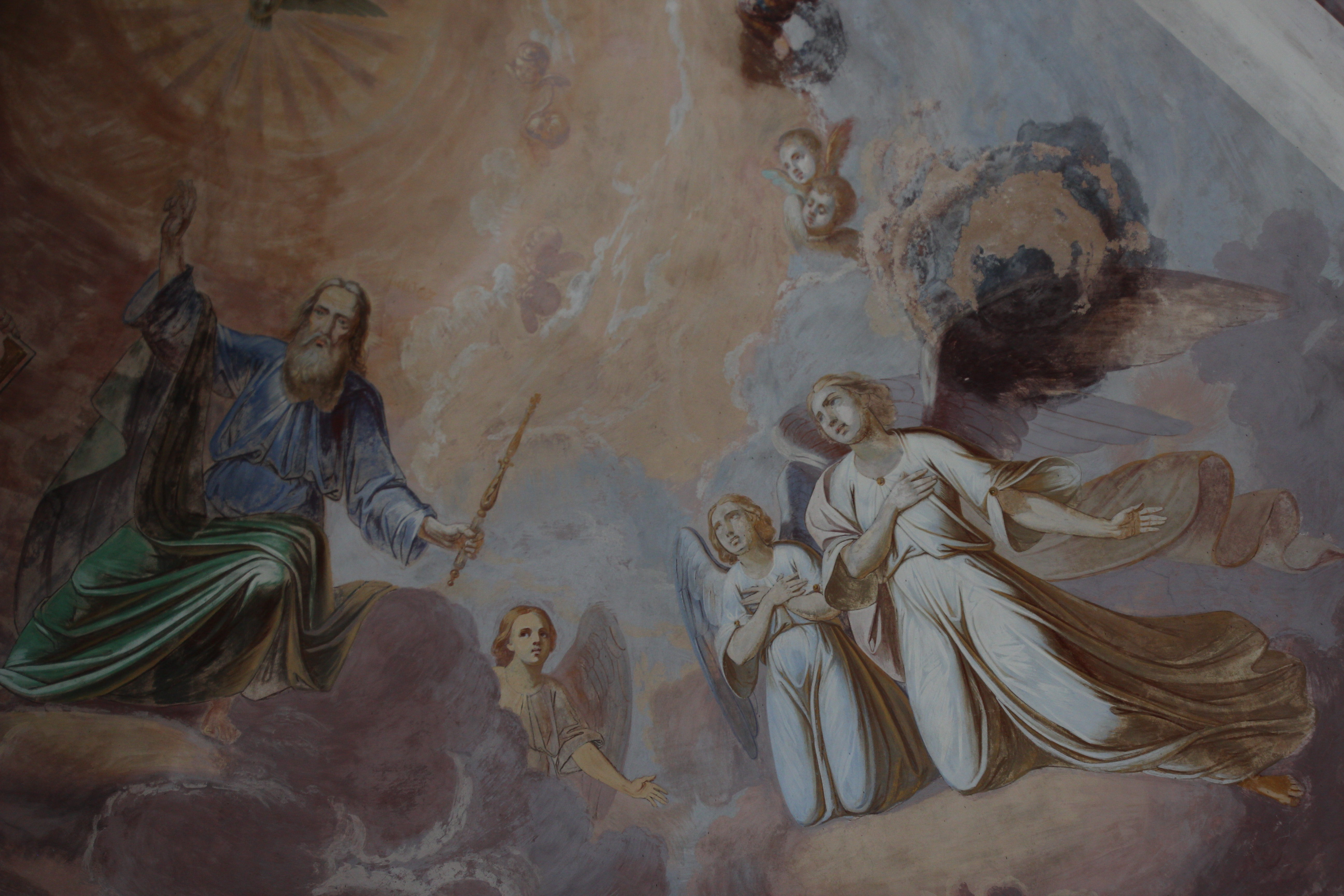
Новозаветная Троица (алтарь)

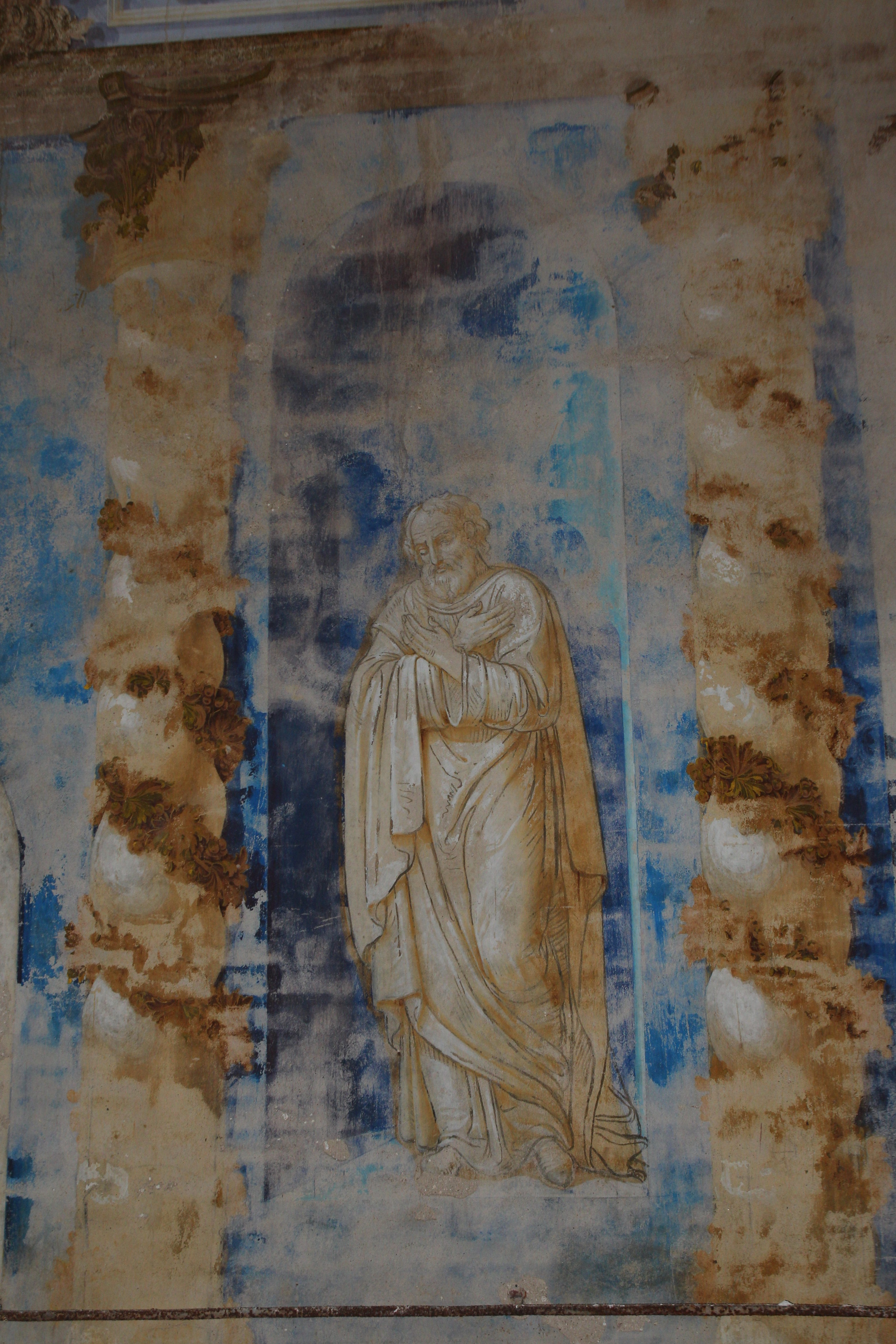
Мытарь (западная стена)

Иконографическая программа церкви Преображения построена на молитве перед Причащением: «Верую, Господи и исповедую, яко Ты еси воистину Сын Бога Живаго…». Живопись свода полностью утрачена. В апсиде сохранился традиционный сюжет страданий Христовых — это Моление о чаше, Распятие (практически не сохранилось), Снятие с Креста и Положение во гроб. На сводах апсиды изображена Новозаветная Троица в окружении херувимов и коленопреклонённых ангелов. На западной стене алтарной части изображены святители Иоанн Богослов, Григорий Златоуст, Василий Великий, Николай Чудотворец, Арсений и Варсонофий Тверские. На северной стене храма сохранились изображения евангелистов Луки и Иоанна, а также композиции на сюжеты «Отрок Иисус в храме», «Сретение» и «Рождество Христово», на южной стене — евангелистов Матфея и Марка, «Благовещение», «Обрезание» и «Бегство в Египет». На западной стене храма сохранились почти все фрески — «Притча о талантах», «Возьми крест свой и следуй за мной», «Притча о десяти девах», «Вход Господень в Иерусалим», «Изгнание торгующих из храма», «Засохшая смоковница», Ангел с крестом", «Ангел с колонной бичевания», а также изображения мытаря и фарисея.